# Caio Fonteio Capitão (cônsul em 12)
Caio Fonteio Capitão (em latim: Gaius Fonteius Capito) foi um político romano eleito cônsul em 12 com Germânico, sobrinho e sucessor do imperador Tibério. Capitão era filho de Caio Fonteio Capitão, cônsul sufecto em 33 a.C., e pai de Caio Fonteio Capitão, cônsul em 59.

## Carreira
Capitão foi procônsul da Ásia, mas a data é incerta. Sabe-se que foi antes de 25 e pode ter sido em 22, logo depois que Sérvio Cornélio Lêntulo Maluginense foi desqualificado por Tibério porque suas obrigações como flâmine dial o impediriam de sair de Roma. Em 25, durante o consulado de Cosso Cornélio Lêntulo e Marco Asínio Agripa, Capitão foi absolvido de todas as acusações feitas contra ele pelo jovem Víbio Sereno